# Osieki Słupskie (przystanek kolejowy)
Osieki Słupskie – zlikwidowany przystanek kolejowy w Osiekach Słupskich w województwie pomorskim, w Polsce. Przystanek znajdował się na rozebranej linii kolejowej Kępno Słupskie – Ustka. Likwidacja nastąpiła w 1945 roku, wraz z rozebraniem linii.